# Ancistrus jataiensis
Ancistrus jataiensis är en fiskart som beskrevs av Fisch-muller, Cardoso, da Silva och Vinicius Araújo Bertaco 2005. Ancistrus jataiensis ingår i släktet Ancistrus och familjen Loricariidae. Inga underarter finns listade i Catalogue of Life.